# Out of Mind
«Out of Mind» es una canción interpretada por la cantante sueca Tove Lo, incluida en su primer extended play, Truth Serum, de 2014. Lo y Alx Reuterskiöld la compusieron y este último la produjo con The Struts. Universal Music Group la publicó en las tiendas de música en línea el 16 de octubre de 2013 como el primer sencillo del EP, así como el primero de la artista bajo una compañía discográfica, tras los lanzamientos independientes de «Love Ballad» y «Habits». «Out of Mind» pertenece al género pop y presenta una instrumentación que incluye sintetizadores, guitarras, bajos y teclados. Su letra, descrita como una secuela de «Habits», trata sobre la incapacidad de la cantante de olvidar a una antigua pareja. Recibió comentarios positivos por parte de algunos críticos, quienes apreciaron su producción y la consideraron una de las mejores canciones del EP. Sin embargo, tuvo una recepción comercial menor, ya que solo apareció en el listado finlandés Official Finnish Airplay Chart, en el que alcanzó la posición 39.
Un vídeo musical para «Out of Mind», dirigido por Andreas Öhman, fue publicado el 16 de octubre de 2013. La grabación se realizó en los bosques y otros lugares desiertos de Estocolmo, Suecia. La trama del clip, que fue basada en el diario de la artista, muestra a Lo teniendo una experiencia extracorporal en la que libera sus «demonios y pensamientos oscuros» y huye de ellos. Para su promoción, la cantante interpretó el tema en diversos lugares, entre ellos la radioemisora sueca P3, el festival noruego by:Larm y el recinto inglés Notting Hill Arts Club. Además, Lo la incluyó en el repertorio de su primera gira, Queen of the Clouds Tour, de 2015.

## Antecedentes y composición

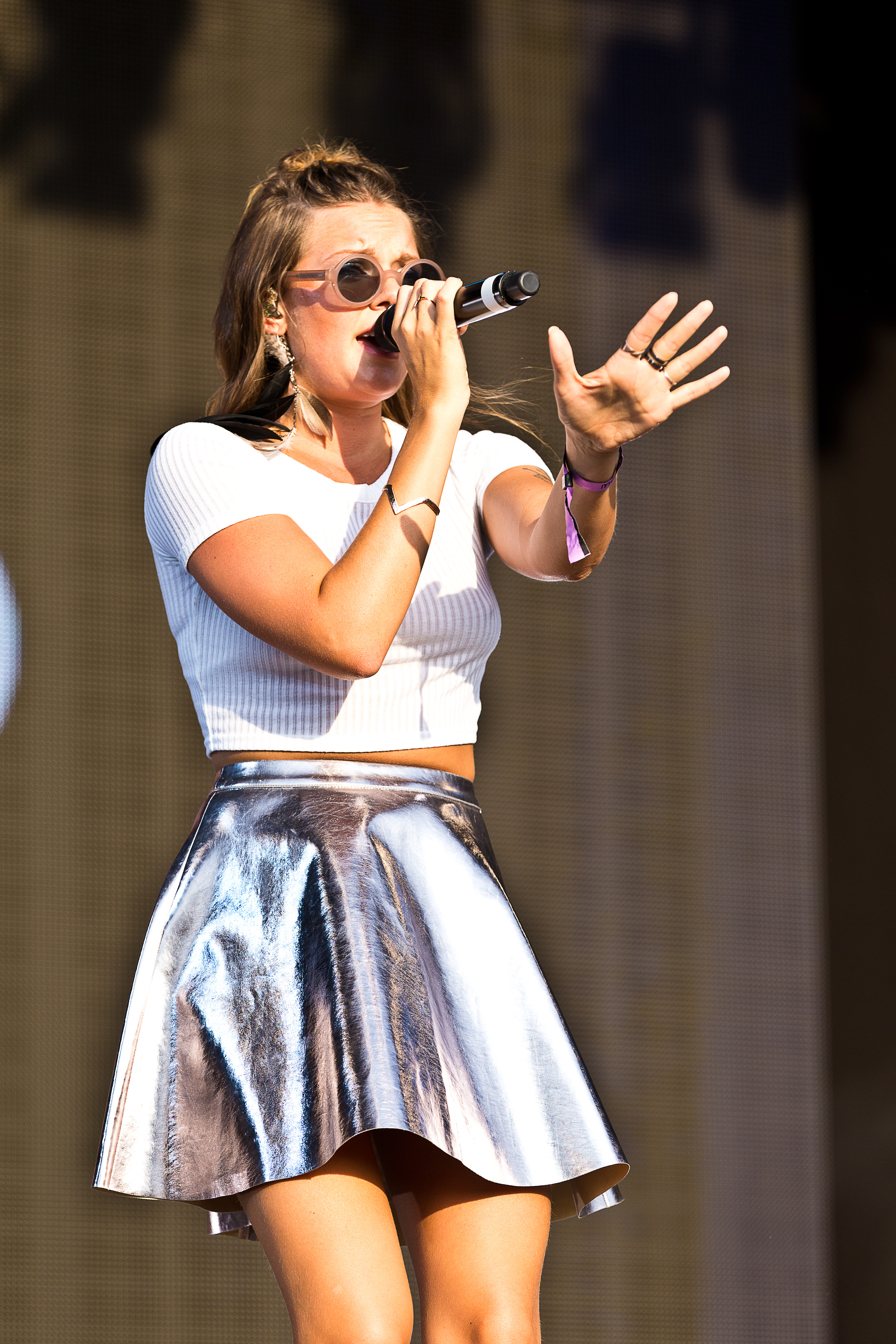
Tove Lo, intérprete y cocompositora de «Out of Mind».

«Out of Mind» es una canción pop compuesta por Tove Lo y Alx Reuterskiöld y producida por este último con The Struts. Tiene una instrumentación minimalista que incorpora principalmente sintetizadores, así como guitarras, bajos y teclados. Tras haber publicado de manera independiente los temas «Love Ballad» y «Habits» entre 2012 e inicios de 2013, Lo firmó un contrato musical con Universal Music Group, con quien publicó «Out of Mind» en las tiendas de música en línea el 16 de octubre de 2013 como el primer sencillo de su extended play debut Truth Serum, de 2014. De acuerdo con la cantante, las canciones del EP tratan sobre su relación fallida más intensa. En una entrevista con Coup de Main Magazine, dijo que: «Para mí, "Out of Mind" es algo así como la fase [que sigue] después de "Habits"... Recoger las piezas de nuevo e intentar unirlas, ¿sabes?, pero nunca funciona». En otra entrevista, explicó que: 

En su totalidad, [Truth Serum narra] una historia de amor de inicio a final. La canción «Love Ballad» es sobre el momento en el que decides darlo todo por otra persona, mientras que «Habits» muestra lo que sucede cuando todo está arruinado y quieres enloquecer. «Out of Mind» aborda la fase siguiente, cuando tu corazón roto ha sanado, pero las cicatrices siguen ahí.

Algunos críticos tuvieron opiniones similares sobre el significado de la canción. Lauren Down de The Guardian escribió que el tema se centraba en el dolor de terminar una relación amorosa. Por su parte, Mark Savage de BBC opinó que una persona indiferente le dice a la protagonista que «el tiempo sanará su corazón roto». De acuerdo con Andrew Hampp de Billboard, la cantante «reprende» a un exnovio por esperar que superara rápidamente su anterior relación. Sam Lansky de Idolator notó que esta muestra una «resignación frustrada» mientras canta la línea «I'll forget you, seriously» (te olvidaré, en serio). Durante el pre-estribillo, la música se desvanece y la artista canta «Are you kidding me?» (¿estás bromeando?); Lansky sintió que la emoción en esa parte «provoca escalofríos», y Savage la describió como «dolorosa, emocionante y gloriosa. Un momento en donde el significado e intento musical se alinean perfectamente». En el estribillo, la cantante repite la frase «You're out of your mind to think that I» para luego finalizarla con «could keep you out of mind», lo que representa la «dolorosa resolución» de la relación.

## Recepción
«Out of Mind» recibió comentarios positivos por parte de los críticos. Tord Litleskare de Gaffa Norway la llamó «la más positiva de Truth Serum» debido a su estribillo «fuerte» y sus versos «tranquilos». Además, la consideró, junto con «Habits» y «Not on Drugs», como una de las canciones destacadas del EP. Richard S. Chang la ubicó en la tercera posición de su lista de las mejores canciones de la artista, y añadió que: «"Out of Mind" establece el modelo para los éxitos de Tove Lo: versos suaves y libres, seguidos por un estribillo explosivo — todo bien encajado en poco más de tres minutos». Tarynn Law de Under the Gun Review la llamó una «poderosa y sombría canción pop» que «luce la excelente voz de Tove y lo mucho que promete». Mark Savage de BBC News escribió que el pre-estribillo era «un momento en [Truth Serum] que te quitará el aliento». Sam Lansky de Idolator la llamó «un himno cinemático, perfectamente adecuado para algún gran montaje, con un gran y precioso estribillo en estampida que sale de la nada». «Out of Mind» ingresó en la posición 39 del listado finlandés Official Finnish Airplay Chart en la última semana de 2013. Con esto, se convirtió en la primera canción de la artista en aparecer en esa lista. En la siguiente edición, descendió hasta el número 52. En total, permaneció seis semanas en el listado.

## Vídeo musical
El 10 de agosto de 2013, Lo anunció que había empezado a grabar el vídeo musical de su nuevo sencillo. El videoclip de «Out of Mind» fue dirigido por Andreas Öhman, miembro de la productora sueca Naive. La grabación se llevó a cabo en los bosques y otras áreas desiertas de Estocolmo, Suecia. La trama fue basada en el diario de Lo; en una entrevista con el sitio web PSL, la artista explicó que: 

Empezó con la idea de que todos mis «demonios y pensamientos oscuros» saldrían, literalmente, volando de mi cabeza en el vídeo. Estoy tratando de librarme de ellos, pero no puedo. Recibí ayuda de un amigo mío para desarrollar la idea, y cuando le dije que estaba dispuesta a brindar los fragmentos de mi diario como inspiración para las ilustraciones, simplemente dijo, «tengo al artista perfecto para esto». Entonces, el artista, Anton Ingvarsson, recibió una carta de mi parte—que luego prometió quemar—con fragmentos que arranqué de mi diario. Fue increíblemente aterrador y un poco embarazoso al mismo tiempo. Luego, Anton me envió unas imágenes muy geniales que pintó para establecer el tono completo del clip. Siento que el vídeo revela mucho cómo soy, tanto por dentro como por fuera, pero me gusta. ¡Me provoca ansiedad y orgullo al mismo tiempo!.

El 11 de octubre de 2013, Universal Music Suecia publicó un adelanto de 16 segundos en su canal de YouTube. El 16 de octubre, el vídeo musical fue lanzado en el canal Vevo de la artista en YouTube. En el inicio del clip, Lo aparece acostada en una cama al lado de su pareja. Cuando empieza a cantar, tiene una experiencia extracorporal. En la siguiente escena, aparece en una habitación donde abre su cabeza con un cuchillo y libera sus «demonios y pensamientos oscuros». En una entrevista con Artistdirect, explicó que las entidades representan «esos pensamientos sobre esta otra persona que siempre te atormentarán un poco» y que «siguen contigo». Luego, Lo está caminando en las calles de la ciudad cuando los demonios empiezan a seguirla, por lo que empieza a correr descalza a través del bosque, donde finalmente la alcanzan. En la parte final del clip, las entidades regresan al interior de la cantante, quien aparece de nuevo en su habitación.

## Presentaciones

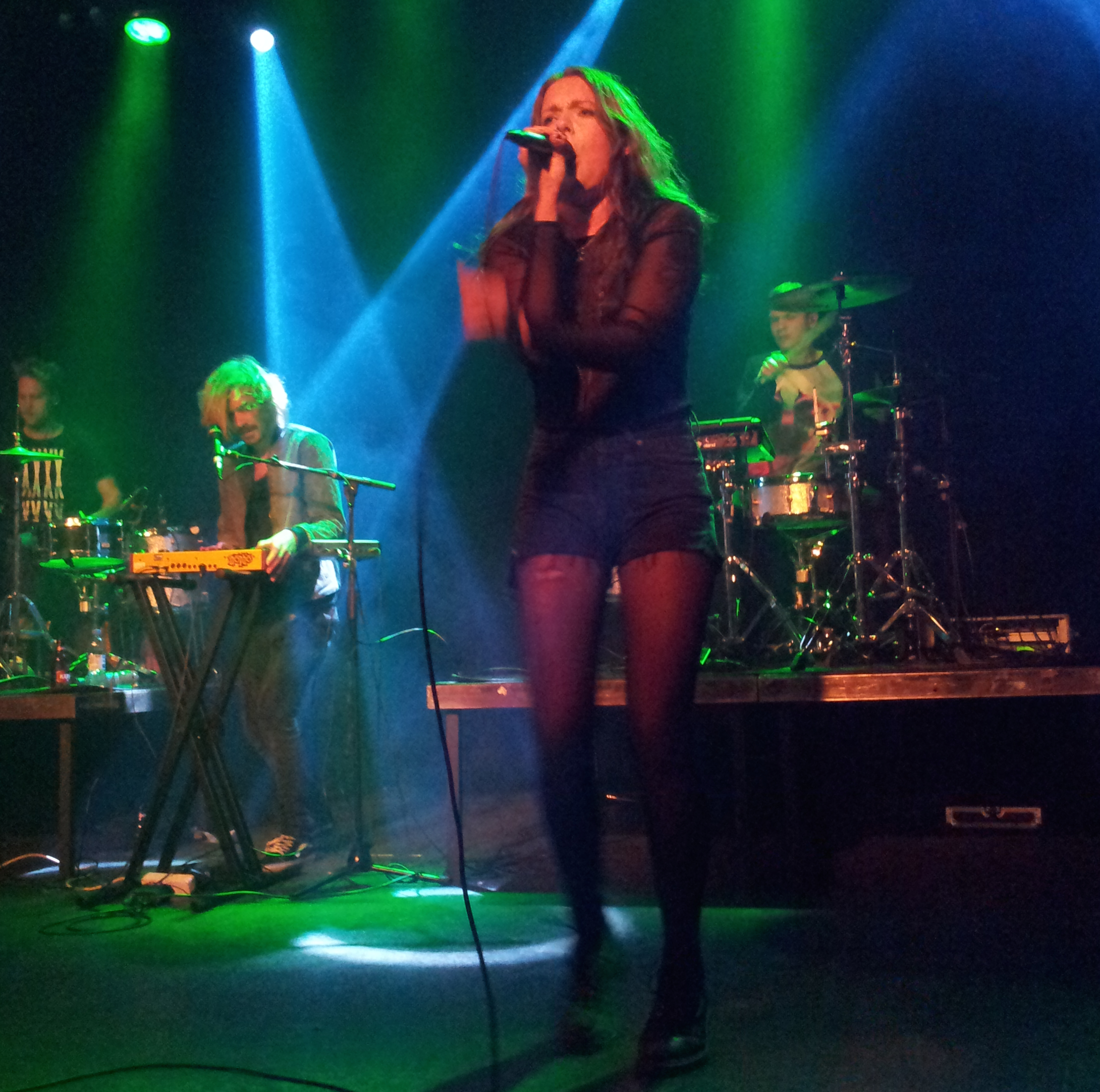
Tove Lo cantando en el Tavastia Club de Helsinki, Finlandia, en 2014.

Tove Lo interpretó «Out of Mind» y «Not Made For This World» por primera vez, junto con «Habits» y «Love Ballad», en la radioemisora sueca P3 el 10 de abril de 2013. El 27 de noviembre, la cantó en la estación de radio NRJ Sverige. El siguiente año, la interpretó en la Radio Xtremellä de Finlandia el 25 de febrero de 2014. Dos días después, la presentó, junto con otras canciones de Truth Serum, en el festival noruego by:Larm. El 22 de marzo, la cantó en el programa de televisión sueco Nyhetsmorgon. Tres días después, la artista la interpretó en el Tavastia Club de Helsinki, Finlandia.
El 2 de abril de 2014, Lo cantó «Out of Mind» junto con el resto de Truth Serum y «Run On Love» en el recinto inglés Notting Hill Arts Club. Este fue su primer concierto en el Reino Unido. Para la presentación, estuvo acompañada por dos bateristas. Un redactor del sitio web Discopop dijo que quedó «impresionado» y que fue «muy agradable estar en un concierto pop que engancha tanto el corazón como los sentidos». Además, Michael Cragg de The Guardian lo calificó con cuatro estrellas de cinco y lo consideró «un enérgico debut». El 6 de mayo, la cantante interpretó el mismo repertorio en su segunda presentación en el Reino Unido, realizada en el Hoxton Square Bar & Kitchen. Dos meses después, la cantó en el programa de música estadounidense JBTV. El 1 de octubre, la cantó en el concierto que ofreció en el Webster Hall en Manhattan. Lo incluyó a «Out of Mind» en la lista de canciones de su primera gira, Queen of the Clouds Tour, de 2015.

## Créditos
| - Composición — Tove Lo, Alx Reuterskiöld - Producción — The Struts, Alx Reuterskiöld - Voz — Tove Lo - Coros — Alx Reuterskiöld - Programación — The Struts - Mezcla — Lars Norgren, The Struts | - Masterización — Björn Engelmann en el estudio Cutting Room de Estocolmo, Suecia - Guitarras — Alx Reuterskiöld - Bajos — Alx Reuterskiöld - Teclados — Alx Reuterskiöld, The Struts |

Fuente: Folleto de Truth Serum.

## Posicionamiento en listas

### Semanales
| Finlandia | Official Finnish Airplay Chart | 39 |

## Historial de lanzamiento
| País    | Fecha                 | Formato          | Discográfica          | Ref.   |
| ------- | --------------------- | ---------------- | --------------------- | ------ |
| España  | 16 de octubre de 2013 | Descarga digital | Universal Music Group | [ 39 ] |
| Israel  | 16 de octubre de 2013 | Descarga digital | Universal Music Group | [ 40 ] |
| Noruega | 16 de octubre de 2013 | Descarga digital | Universal Music Group | [ 41 ] |
| Suecia  | 16 de octubre de 2013 | Descarga digital | Universal Music Group | [ 2 ]  |